# 1-heptanol
1-heptanol is een primaire alcohol. Het is een kleurloze en brandbare olieachtige vloeistof, die zeer slecht oplosbaar is in water. Heptanol brandt met een gele vlam waarbij veel roet ontstaat.
1-heptanol komt voor in aardolie, maar het wordt voornamelijk verkregen door reductie van heptanal. Het is een erg goed oplosmiddel voor verschillende vetzuren en alkanen. 1-heptanol heeft een prettige geur en wordt om die reden in cosmetica toegepast.

## Isomerie
Naast 1-heptanol zijn er nog 3 andere alcoholen met onvertakte koolstofketens: 2-heptanol, 3-heptanol en 4-heptanol. De verbindingen verschillen van elkaar door de positie van de hydroxylgroep. De fysische eigenschappen van de verbindingen verschillen slechts weinig. Het grootste verschil is chemisch: 1-heptanol kan tot heptaanzuur geoxideerd worden, de andere heptanolen slechts tot ketonen.

## Toxicologie en veiligheid
1-heptanol is schadelijk bij inslikken of inademen. Het kan irritatie veroorzaken wanneer het in contact komt met de ogen of de huid. De stof is toxisch voor de luchtwegen, het centraal zenuwstelsel en de slijmvliezen. Herhaalde of langdurige blootstelling kan ernstige schade aan de organen veroorzaken.